# Pon farr
A pon farr a vulkáni vallásúak párosodási szertartása, mely 7 évenként jön el, és arra készteti a vulkániakat hogy hazatérjenek párt találni.

## A Vulkáni vallásúak
A vulkáni vallásúak ateisták, csak a színtiszta logikában hisznek. Ebben élnek, ugyanis meditáció segítségével érzéseiket elnyomják, és helyükre költözik a logika. Meditációs állapotban nem éreznek semmit, tisztán realizmussal néznek a világra. A vallást bárki felveheti, pusztán a meditáció elkezdésével, de akár felkereshet egy vulkáni mestert is. A vulkáni szülötteknek életük 15., a vallásba belépőknek általában a belépést követő 5. évben kezdődik a pon farr. Ez a vulkániak párosodási szertartása, mely 7 évig tart.

## A Pon Farr
A pon farr egy 7 éven keresztül tartó szertartás, melynek során párt választanak maguknak a vulkániak. Ez idő alatt nem tudják elérni a színtiszta logikát, csak egy szennyezettebb formáját, mivel ilyenkor néhány érzésük jelen van. Ha a pon farr 3. évének végéig nem találnak párt, akkor meghalnak, továbbá, ha a pon farr későbbi szakaszaiban eltávolodnak egymástól, akkor is meghalnak. A pon farr 5 részből áll.
- A felismerés éve
- A követés éve
- Az Első Igazság Éve
- Az  ismerkedés 3 éve
- A Második Igazság Éve

"A felismerés évé"ben felismerik, hogy a pon farr elkezdődött.
"A követés évé"ben igyekeznek minél többet megtudni a szívük választottjáról.
"Az Első Igazság Évé"ben elmondják a kiválasztottnak, hogy szívük őt választotta.
"Az ismerkedés 3 évé"ben igyekeznek kölcsönösen minél többet megtudni a másikról.
"A Második Igazság Évé"ben elárulják egymásnak azt a néhány szót, mely őket leginkább jellemzi.